# Miracolo eucaristico di Offida

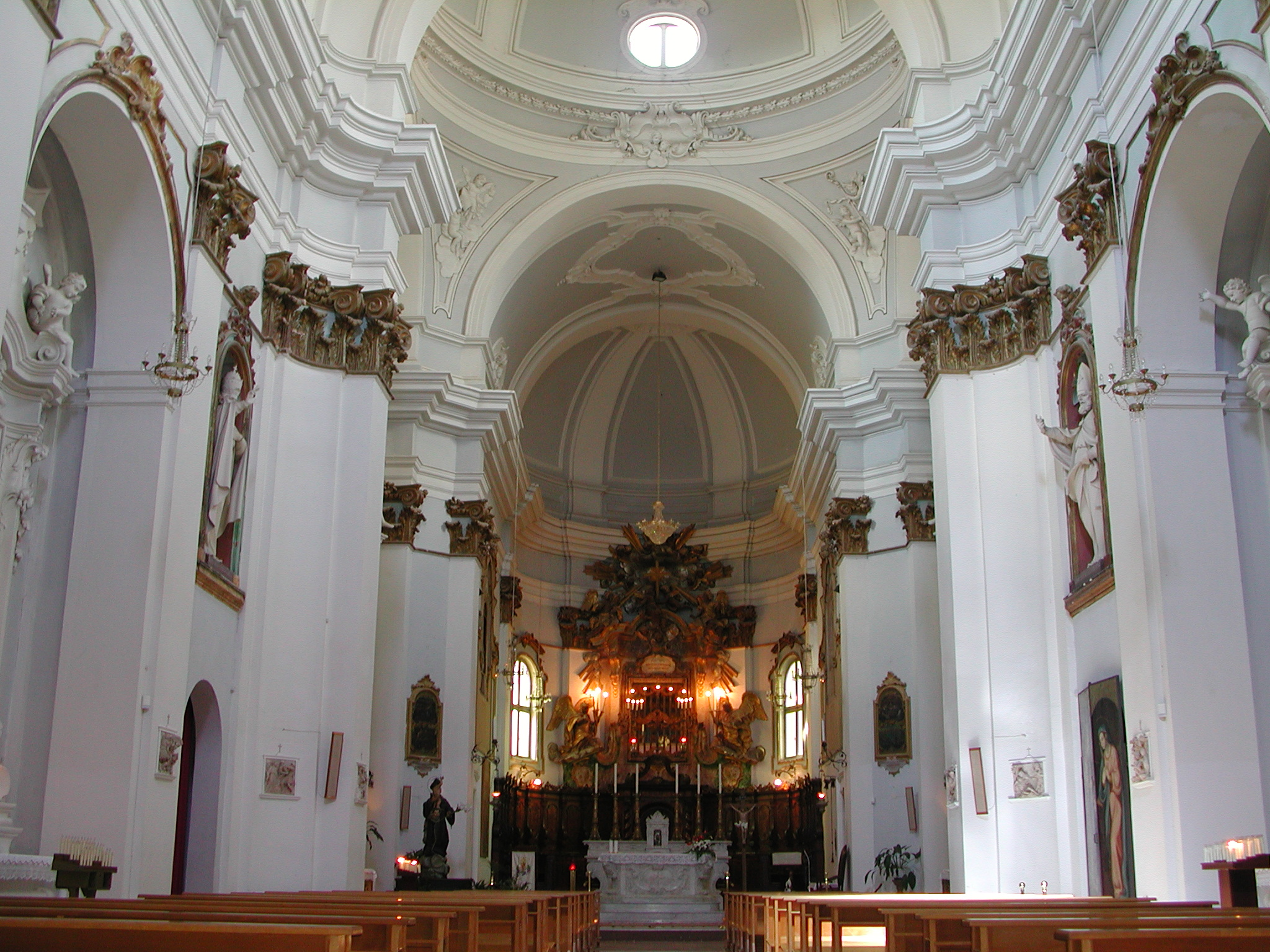
Santuario di Sant'Agostino di Offida dove sono conservate le reliquie del miracolo eucaristico

Il miracolo eucaristico di Offìda secondo la tradizione cattolica sarebbe avvenuto nel 1273 nella città di Lanciano (città abruzzese oggi nota per il più antico miracolo eucaristico che sarebbe avvenuto nell'VIII secolo).
Appartiene al cosiddetto ciclo dei Miracoli dell'Ostia rubata. Secondo la tradizione una donna di nome Ricciarella di Lanciano, su invito di una fattucchiera cui si era rivolta, gettò un'ostia consacrata sul fuoco, ma la particola si sarebbe trasformata in carne, da cui sarebbe sgorgato sangue abbondante. Le reliquie sono ancora visibili nel santuario di Sant'Agostino di Offida. Nel 2016 a causa del terremoto in Umbria, le reliquie erano state temporaneamente trasferite con la Santa Croce nella Chiesa collegiata di Santa Maria Assunta di Offida fino al 2024, anno di conclusione delle opere di restauro del Monastero di Sant' Agostino che ne ha quindi permesso il ritorno alla sede conservativa originale.

## Storia

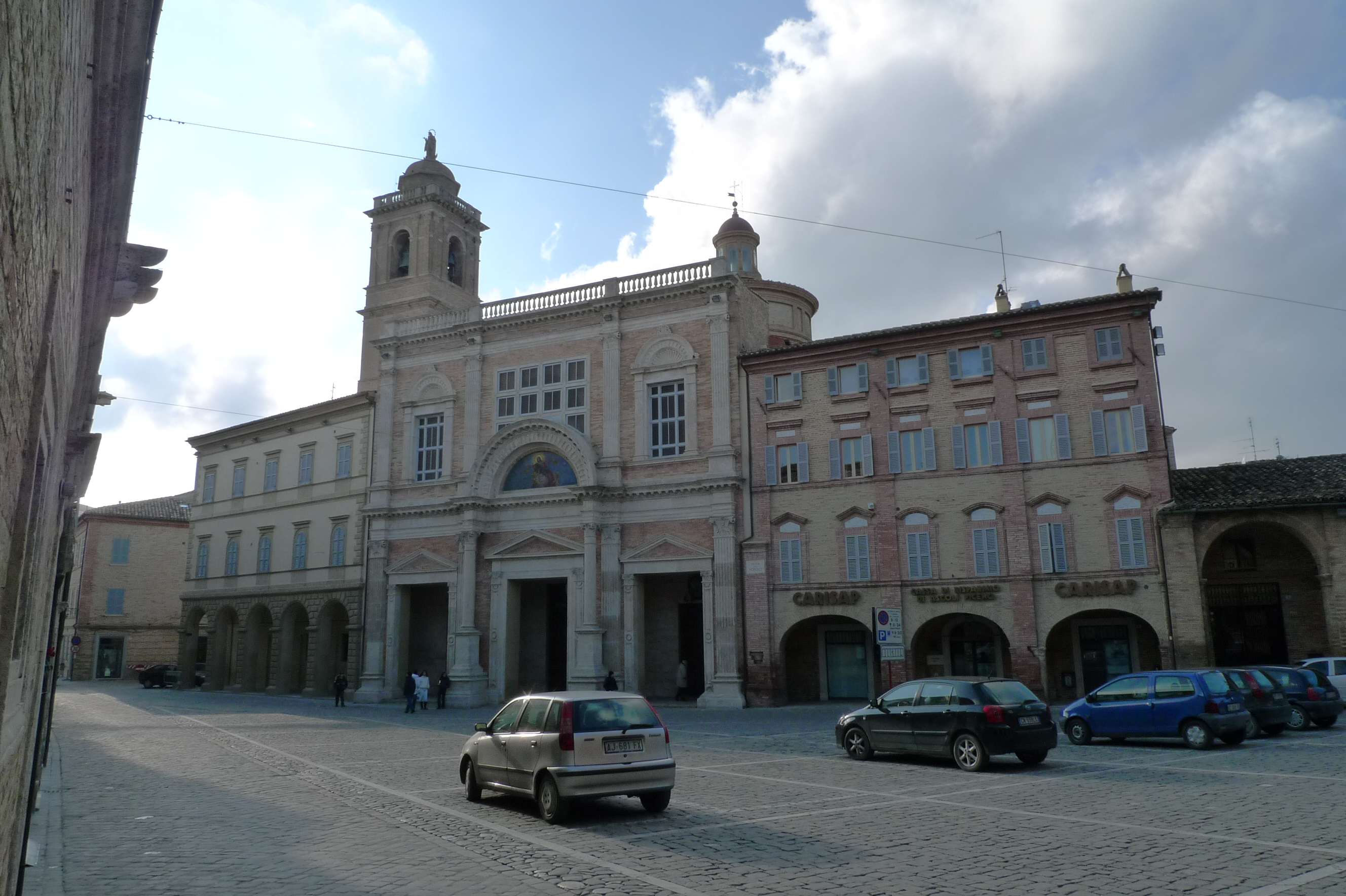
Veduta della Chiesa collegiata di Offida

Secondo la tradizione, i fatti avvennero nel 1273, in una stalla del palazzo di Giacomo Stasio ricco mercante a Lanciano (precisamente nel rione Lancianovecchia): una donna chiamata Ricciarella, volendo riconquistare l'amore del marito Giacomo, come recita un'epigrafe posta dentro al cappella di Santa Croce dove avvenne lo stesso Miracolo, si rivolse ad una fattucchiera (secondo alcune versioni un'ebrea), che le consigliò di cuocere sul fuoco un'ostia consacrata, che avrebbe preso alla Santa Messa dalla vicina chiesa di Sant'Agostino. Ricciarella nascose l'ostia presa durante la messa; giunta nella cucina del palazzo, mise un coppo sul fuoco e vi pose dentro l'ostia che, improvvisamente, si sarebbe tramutata in carne e avrebbe cominciato a grondare sangue. La donna, terrorizzata, cercò di spegnere il fuoco gettando della cenere, ma vedendo che nulla otteneva, nascose tutto sotto un cumulo di sterco della stalla e corse a casa.

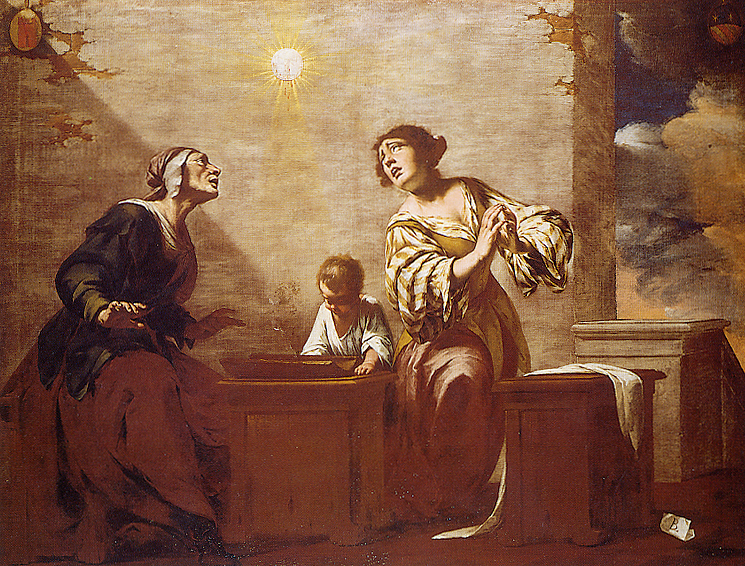
Dipinto di Giovan Battista Lucini sul Miracolo dell'Ostia rubata

Tuttavia Ricciarella non riuscì a tenere il segreto a lungo: allarmata anche da strani presagi (pare che l'asino del marito si rifiutasse di entrare nella stalla e si inginocchiasse sulla soglia, come riportato anche in una tela devozionale conservata nella cappella di Santa Croce a Lanciano), dopo un'attesa di 7 anni confessò tutto al priore del convento agostiniano di Lanciano, fra Giacomo Diotallevi, che si recò sul posto, e vide che nonostante il perdurare del letame, il coppo con l'ostia dentro avvolta nella tovaglia era conservata intatta e immacolata. Dunque il frate portò le reliquie in chiesa.

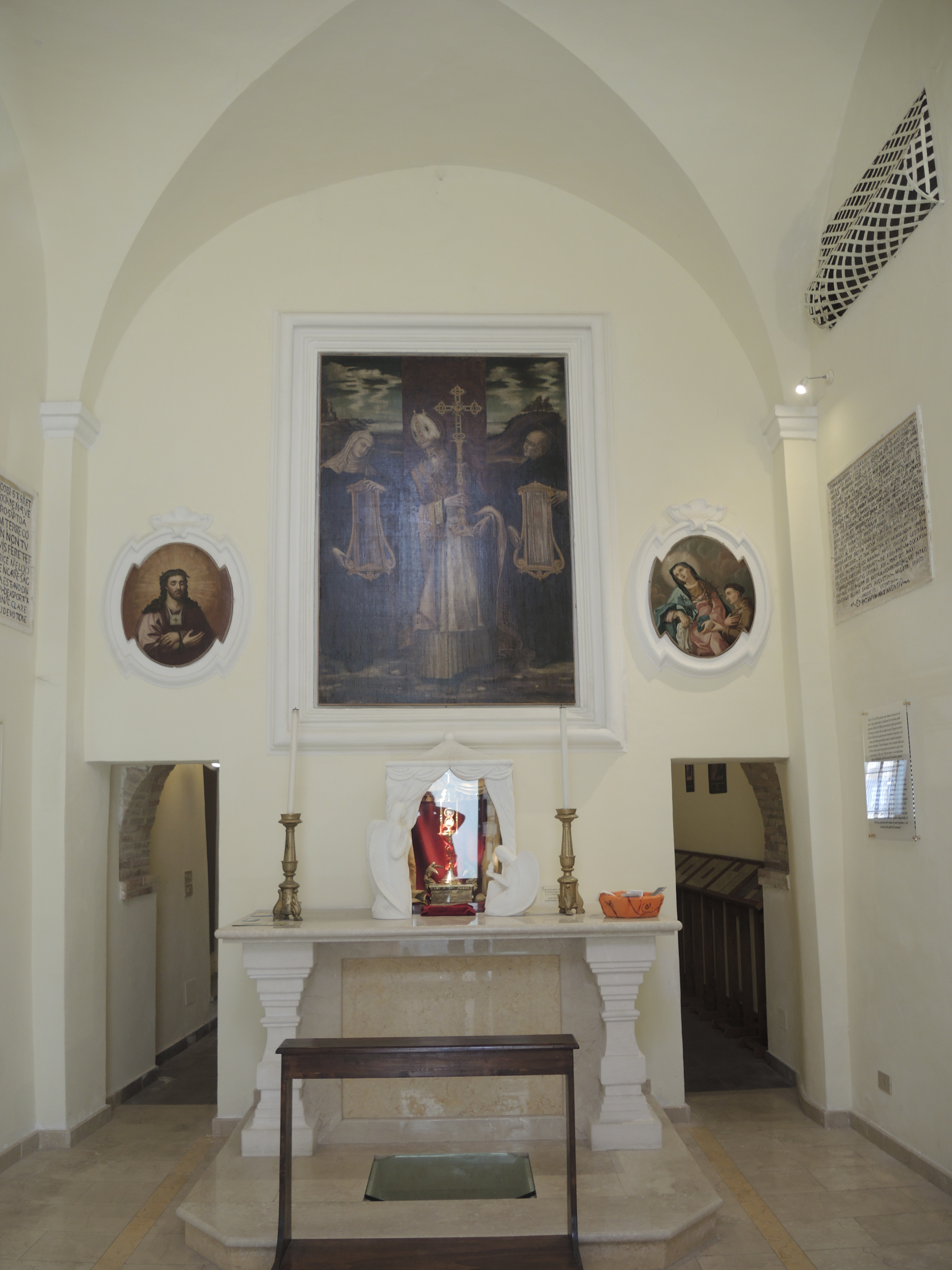
Interno della cappella di Santa Croce a Lanciano (via dei Frentani), con le Reliquie

Recatosi ad Offida, suo paese natale, nel 1280, portò con sé le reliquie, decise che fossero custodite in un'artistica croce d'argento dorato, appositamente realizzata da un orafo veneziano nel XIV secolo. Sempre la tradizione racconta che l'orafo quando toccò il coppo con l'Ostia, cadde malato gravemente, e il frate gli domandò se fosse in peccato mortale; l'orafo che aveva peccato ammise le sue colpe, e immediatamente guarì. Papa Bonifacio VIII confermò il possesso delle reliquie  alla chiesa Agostiniana di Offida. Un altro miracolo della tradizione, attesta che il Doge di Venezia era venuto a sapere dell'esistenza delle reliquie, e inseguì la navicella del frate con le sue galee, ma una provvidenziale tempesta di mare fermò le navi del Doge, permettendo al frate e alle reliquie di salvarsi.
Alla fine degli anni '90, Monsignor Enzio d'Antonio dell'Arcidiocesi Lanciano-Ortona, l'avvocato De Giorgio e una delegazione di Lanciano si adoperò presso la Diocesi di Ascoli Piceno, affinché una porzione delle Reliquie tornassero a Lanciano, presso la cappella di Santa Croce, eretta nel luogo della stalla; nel 2003 alcuni frammenti sono tornati ed esposti in un reliquiario.
Le reliquie sono conservate nel Monastero di Sant'Agostino di Offida, noto anche come il Santuario del Miracolo eucaristico; solo per un determinato periodo di tempo, dal 2016 a causa dei danni del terremoto che si verificò nelle Marche, le reliquie sono state temporaneamente trasferite nella vicina Chiesa collegiata dell'Assunta per poi tornare nel Monastero il 2 maggio 2024.
Tuttora, nella cittadina marchigiana, si commemora l'evento ogni 3 maggio con una grande festa religiosa e l'esposizione delle Sacre Reliquie: la croce con frammenti dell'Ostia e il coppo con la tovaglia di Ricciarella.

### Le Reliquie a Offida
Le Reliquie consistono nella Croce santa lavorata in argento, rivestita di lamine, ritraenti Cristo, i busti dei Quattro Evangelisti, i volti della Madonna Addolorata e San Giovanni apostolo, e due angeli; sono presenti nella Croce reliquiario dei frammenti dell'Ostia rubata.
Presso l'ultima cappella della navata destra della Collegiata di Offida, si conserva la reliquia del Coppo e della tovaglia di Ricciarella, risalente al XIII secolo, con ancora conservati dei tipici ricami. Il Miracolo e la sua storia sono ritratti anche in pannelli presso la chiesa degli Agostiniani di Offida, e un ciclo di affreschi di Ugolino di Prete Ilario, presso il Museo del Duomo di Orvieto, del 1357; affreschi riscoperti nel 1916, di cui si conservano il riquadro della donna che getta l'Ostia nel fuoco, il secondo riquadro danneggiato che illustrerebbe la Ricciarella che nasconde l'Ostia nella stalla; il terzo riquadro di Ricciarella che si confessa con il frate agostiniano; il quarto riquadro che mostra il rinvenimento della Reliquia nella stalla.

## Cappella della Santa Croce del Miracolo a Lanciano

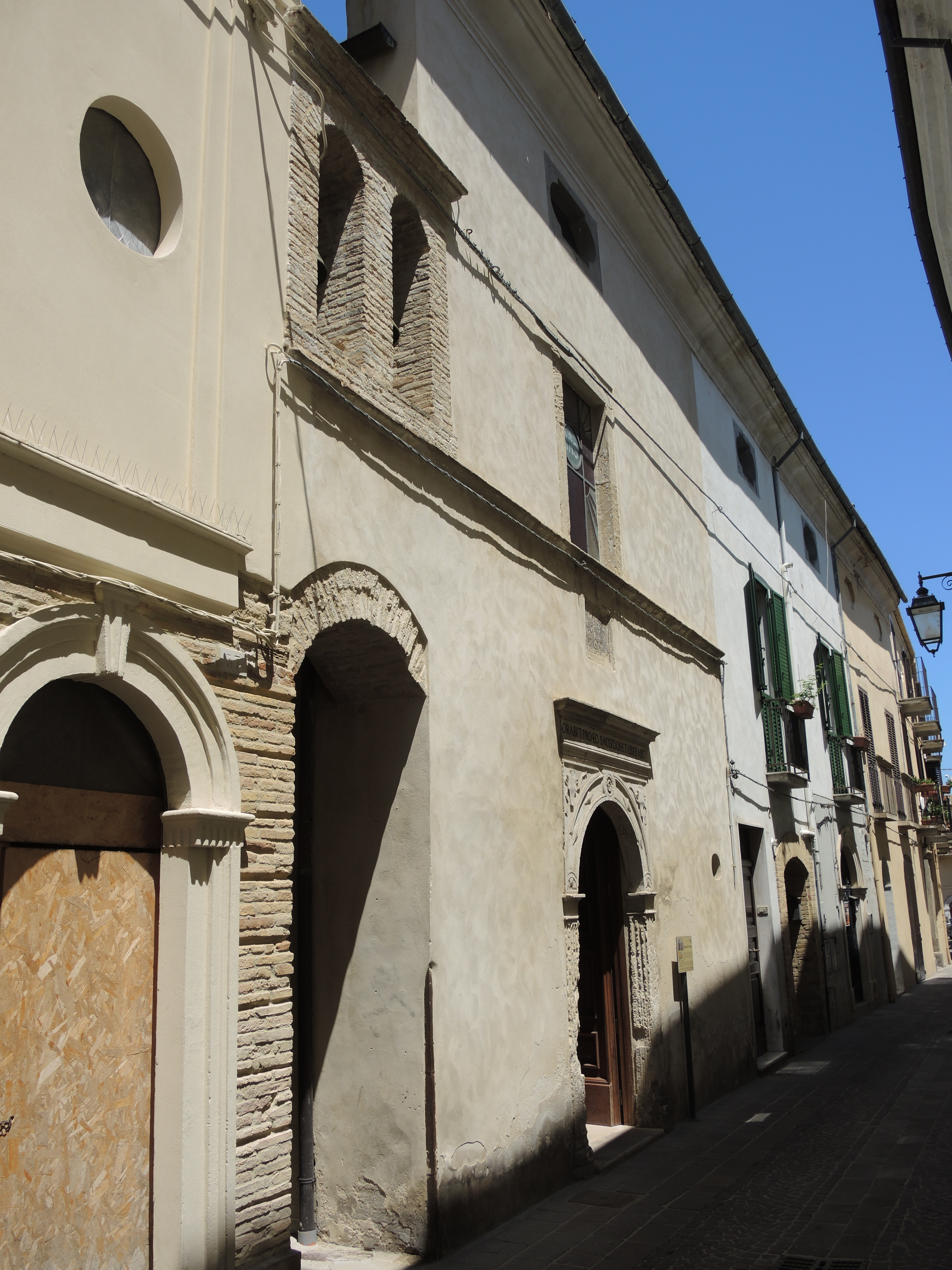
La facciata della chiesa di Santa Croce, Lanciano

Nel luogo dove era situata la stalla di Ricciarella a Lanciano, fu costruita una cappella, dedicata alla Santa Croce, tuttora esistente e visitabile in via dei Frentani. La chiesa risale al 1583 ed è composta da un piccolo edificio attaccato agli altri palazzi rinascimentali del rione Lancianovecchia: possiede facciata semplice con finestrone e portale in pietra, con elementi classici nell'architrave e nei capitelli in stile greco. Il campanile a vela collega in un arco la chiesa a un palazzo,  e funge da ingresso a un vicolo che porta al ghetto ebraico di San Lorenzo. 
L'interno a navata unica con altare centrale, ha alcuni dipinti barocchi raffiguranti il miracolo "de lu Frijacrìste" (come è detto in dialetto) e l'altare centrale con l'ostensorio delle reliquie e un quadro con Sant'Agostino.
In questo luogo sono stati riportati alcuni frammenti delle Sacre Reliquie, precisamente nel 2003. Una vasta documentazione è riportata nel retro cappella, dietro l'altare, stanza voltata a crociera, con privilegi, bolle papali e vescovili, e ricognizuoni di storici e scienziati.

## Testimonianze
Tra i documenti che testimoniano l'evento, si conservano le bolle redatte da alcuni papi: Bonifacio VIII, Giulio II, Pio V, Gregorio XIII, Sisto V, Paolo IV, Pio IX, i quali concessero anche indulgenze particolari. 
Tra i doni votivi, ci sono anche due anelli pontifici, donati dai papi Pio II e Paolo II.